# Soziopathie
Soziopathie (Kunstwort aus lateinisch socius „Gefährte, Genosse“ und altgriechisch páthos (πάθος) ‚Leiden‘) ist ein Begriff der Psychiatrie für eine psychische Störung vor allem des Sozialverhaltens der Person.
Geprägt wurde der Begriff 1909 von Karl Birnbaum; populär wurde er allerdings erst nach 1930 durch George Partridge. Die heutige Bedeutung des Begriffes Soziopath bezieht sich entweder auf psychopathische Personen, die nicht oder nur eingeschränkt fähig sind, Mitgefühl zu empfinden, sich nur schwer in andere hineinversetzen können und die Folgen ihres Handelns nicht abwägen können, oder – anderen Definitionen gemäß – unterscheiden sich Soziopathen von Psychopathen u. a. dadurch, dass sie grundsätzlich zu (funktionaler) Empathie befähigt sind, sich aber dennoch antisozial verhalten.

## Klassifizierung
Definitionen und diagnostische Kriterien variieren sehr stark zwischen den verschiedenen Schulen der Psychiatrie, und nicht in allen wird der Begriff überhaupt noch verwendet. Am ehesten ist Soziopathie mit dem modernen Begriff der dissozialen Persönlichkeitsstörung oder antisoziale Persönlichkeitsstörung (zuweilen auch noch mit den veralteten Begriffen als amoralische, asoziale, psychopathische Persönlichkeitsstörung bezeichnet) gleichzusetzen.
Die Soziopathie als Persönlichkeitsstörung ist dabei die primäre Störung. Durch eine posttraumatische zerebrale Schädigung kann eine sekundäre „erworbene Soziopathie“ auftreten.

## Charakterisierung
Die Soziopathie wird durch 3 wesentliche Merkmale charakterisiert:
- Beeinträchtigung im zwischenmenschlichen Bereich (z. B. manipulieren, betrügen);
- Probleme im affektiven Bereich (z. B. Empathiemangel, Rücksichtslosigkeit, verflachter Affekt, Mangel an Schuld und Reue);
- Impulsivität und antisoziales Verhalten (z. B. Kriminalität, schneller Aufbau von Aggressionen, andere ausnutzen, Verantwortungslosigkeit).[7]

## Dissoziale Persönlichkeitsstörung
Die dissoziale Persönlichkeitsstörung ist durch ausgeprägte Diskrepanz zwischen Verhalten und geltenden sozialen Normen gekennzeichnet. Typische Merkmale sind:
- mangelnde Fähigkeit und Bereitschaft, sich in andere hineinzuversetzen und Mitgefühl zu empfinden (authentische Empathie),
- Unfähigkeit zur Verantwortungsübernahme, gleichzeitig eine klare Ablehnung und Missachtung sämtlicher sozialer Normen, Regeln und Verpflichtungen,
- Unfähigkeit, längerfristige Beziehungen aufrechtzuerhalten, jedoch keine Probleme mit der Aufnahme neuer Beziehungen,
- geringe Frustrationstoleranz, Neigung zu aggressivem und gewalttätigem Verhalten,
- fehlendes Schuldbewusstsein,
- Unfähigkeit, aus sozialen Erfahrungen zu lernen.

Ein weiteres Merkmal kann eine anhaltende Reizbarkeit oder auch Impulsivität sein, die sich in oder nach der Kindheit entwickeln kann.

## Neue Bedeutung
Der Begriff Soziopath beziehungsweise Soziopathie erlangte 1848 durch eine medizinische Beobachtung eines verwandten Phänomens größere Bedeutung und Aufmerksamkeit. Damals wurde die wissenschaftliche Fachwelt auf ein Phänomen aufmerksam, das ein neues Erklärungsmodell für eine Persönlichkeits- und Verhaltensstörung zu geben versprach (siehe unten). Später gerieten die Beobachtungen und Erklärungen für lange Zeit fast in Vergessenheit. Durch die heutigen bildgebenden Verfahren und neueren Erkenntnisse im Bereich der Neurologie wird der Begriff Soziopathie jetzt wiederverwendet. Seitdem gilt der Begriff für die neuropathologisch bedingte Unfähigkeit, soziale Kompetenzen wie Mitgefühl, Einfühlungsvermögen und Unrechtsbewusstsein zu entwickeln.

## Historische Entwicklung
Im Jahr 1848 ereignete sich in Cavendish, Vermont, ein Unfall, der erstmals Aufschluss über die Ursache des Phänomens der Soziopathie im heutigen Sinne des Wortes gab:
Bei einer Explosion erlitt der 25-jährige Phineas Gage eine schwere Kopfverletzung durch eine Metallstange. Er war Vorarbeiter einer Eisenbahngesellschaft und galt als sehr zuverlässig. Nachdem er sich wieder erholt hatte, war Gage ein anderer Mensch. Er wurde unzuverlässig, aggressiv, ohne Mitgefühl und suchte bei jeder Gelegenheit Streit.
Der vermutliche Grund für diese Verhaltensänderung war eine Schädigung im Vorderhirn, das für psychische Funktionen wie Einfühlungsvermögen und psychische Impulse verantwortlich ist. Durch die Verletzung wird diese dem Erklärungsmodell zufolge stark beeinträchtigt. Kinder, die mit einem funktionsgestörten Vorderhirn geboren werden, sind weitgehend unfähig, die einfachsten Streitregeln zu erlernen.
Untersuchungen mittels Kernspintomographie haben gezeigt, dass das Vorderhirn bei Menschen mit einer dissozialen Persönlichkeitsstörung eine geringere Aktivität aufweist als bei psychisch gesunden Kontrollpersonen. Darüber hinaus weist der sogenannte Mandelkern (Amygdala) keine Aktivität auf.
Man vermutet, dass Soziopathen aufgrund der Arbeitsweise ihres Gehirns nicht in der Lage sind, die Folgen ihres Handelns abzuwägen.
In neueren Untersuchungen konnte die verantwortliche Gehirnregion noch genauer lokalisiert werden. Es handelt sich um den Frontallappen, genauer um die ventromediale präfrontale Region der Großhirnrinde.